# Флевонське озеро

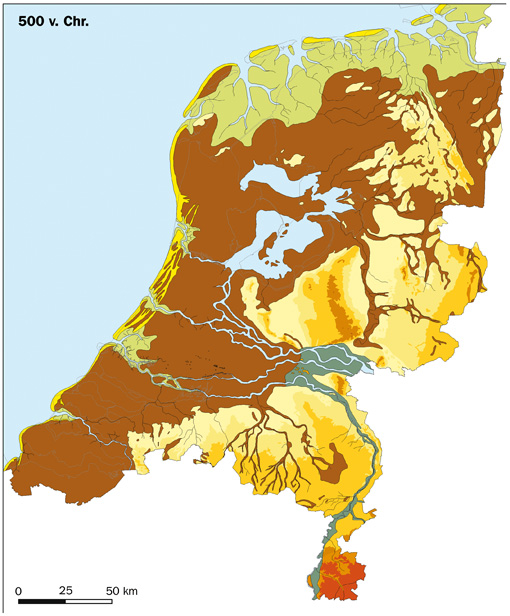
Терен сьогоденних Нідерландів у 500 році до Р. Х.

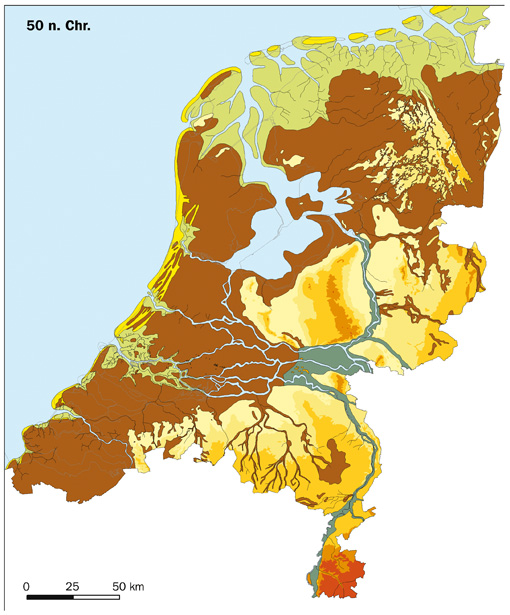
Терен сьогоденних Нідерландів у 50 році по Р. Х.

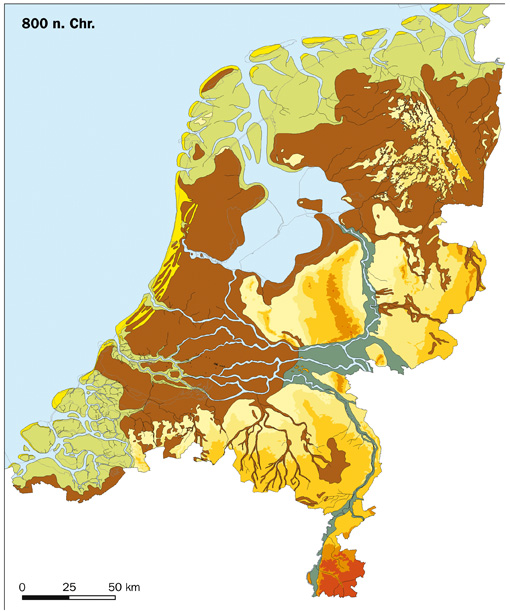
Терен сьогоденних Нідерландів у 800 році по Р. Х.. На той час озеро мало назву Алмере

Флевонське озеро — історичне озеро, на терені сьогоденних Нідерландів, яке існувало за часів Римської імперії і на початку середньовіччя. Деякі[які?] географи вважають, що водоймище складалося з комплексу озер, боліт, каналів і проток і розглядається наразі як одне озеро. Поступово ці водойми з'єднувалися один з одним, утворюючи єдиний водний простір.
Назва походить від протоіндоєвропейського *plew- — «flow», текти , але через римського географа Помпонія Мела назва була трансформована і поширилась на весь регіон. У своєму трактаті, від 44 р по Р. Х., Помпоній пише про Flevo Lacus: «Північне гирло Рейну розширюється і утворює озеро Флево, що омиває острів з такою ж назвою, а потім як звичайна річка тече до моря». Інші джерела , згадують Flevum, що може бути сьогоденним Влі, тобто протокою між голландськими островами Вліланд і Терсхеллінг. Це трактування є найімовірнішим, вважається, що Помпоній сплутав відмінювання слова, даючи ім'я Flevo. Насправді Влі (Vlie) є водоскидом озера у Північне море.
Деякі середньовічні тексти співвідносять Флевонське озеро з озером Алмере. 14 грудня 1287, під час найбільшої повені (Повінь Святої Люсії), піщаний бар'єр в районі Тесел було зруйновано, і озеро остаточно стало затокою, що отримало назву Зейдерзе.